# Rincón del Tigre
Rincón del Tigre är en ort i Mexiko.   Den ligger i kommunen Ignacio de la Llave och delstaten Veracruz, i den sydöstra delen av landet, 300 km öster om huvudstaden Mexico City. Rincón del Tigre ligger 12 meter över havet och antalet invånare är 185.
Terrängen runt Rincón del Tigre är mycket platt. Runt Rincón del Tigre är det ganska tätbefolkat, med 72 invånare per kvadratkilometer. Närmaste större samhälle är Tlalixcoyan, 10,2 km nordväst om Rincón del Tigre. Omgivningarna runt Rincón del Tigre är en mosaik av jordbruksmark och naturlig växtlighet.